# Grimpa-soques ala-rogenc
El grimpa-soques ala-rogenc. (Dendrocincla anabatina) és una espècie d'ocell de la família dels furnàrids (Furnariidae) que habita la selva humida des d'Oaxaca cap a l'est, a través de la Península de Yucatán, Belize, nord de Guatemala, nord d'Hondures i est de Nicaragua, fins al sud de Costa Rica.